# سووا یوریتاکا

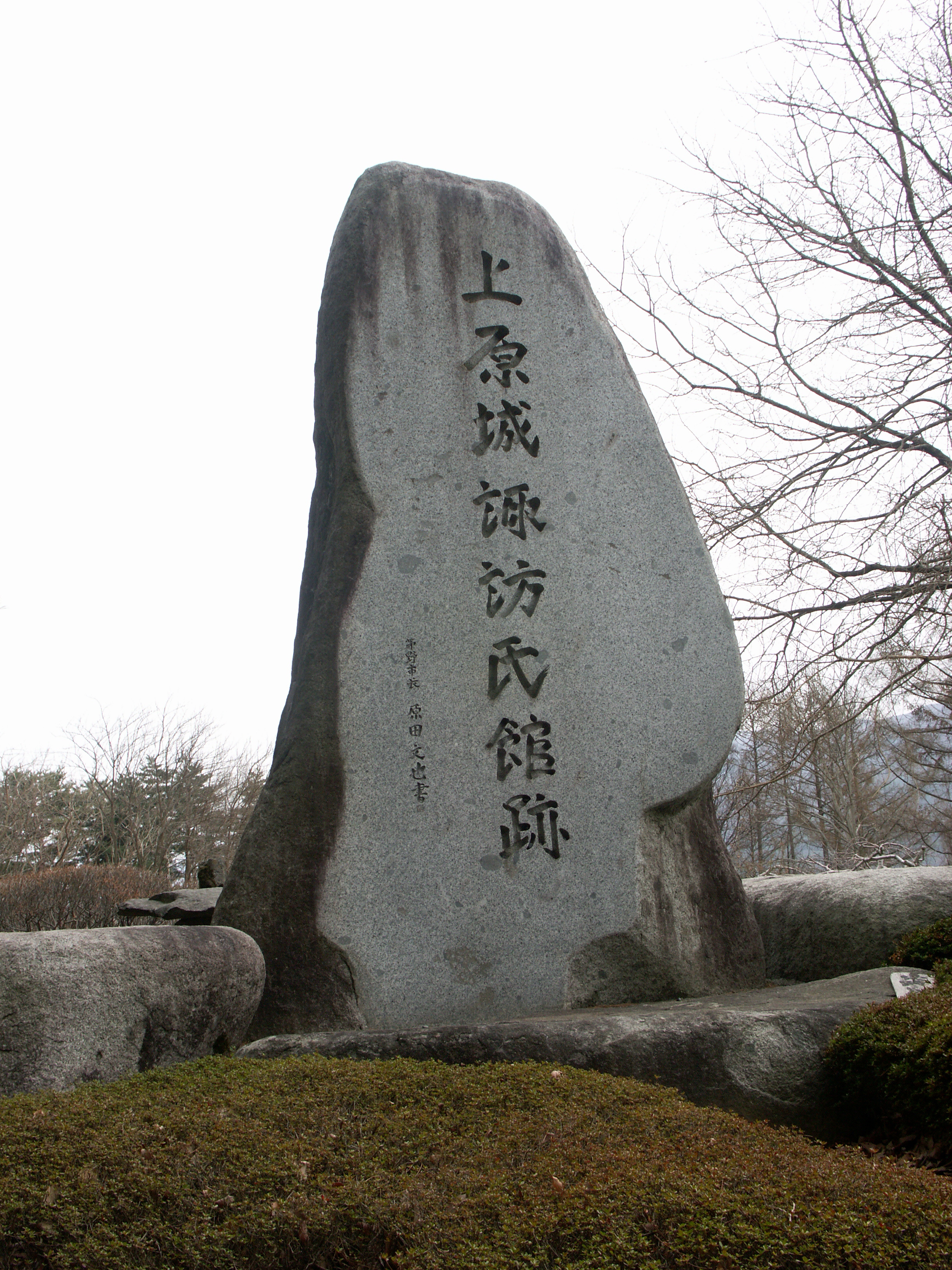
قبر

سووا یوریتاکا (به ژاپنی: 諏訪頼隆); ۱ ژانویهٔ ۱۴۹۹ – ۱ ژانویهٔ ۱۵۳۰) پسر سووا یوریمیتسو سامورایی و رهبر خاندان سووا اهل ولایت شینانو ژاپن بود. او برادر همسر اصلی تاکاتوئو یوریتسوگو بود. او پدر سووا یوریشیگه بود.
منطقه ای که تحت کنترل یوریمیتسو بود، دریاچه سووا در ولایت سووا بود.
پدر او به دلایل نامعلومی توسط ملازمان خود کشته شد اما پدرش رهبر بسیار توانمندی بود که ولایت سووا را بسیار تقویت کرد.